# FC Lugano
FC Lugano är en fotbollsklubb i Schweiz, bildad 1908. 2004–2008 hette klubben AC Lugano.
Klubben som har sin hemvist i staden Lugano i södra Schweiz spelar i den Schweiziska superligan.

## Färger
FC Lugano spelar i svart och vit trikåer, bortastället är vit.
| FC LUGANO | FC LUGANO |

## Meriter
Schweiziska mästare1938, 1941, 1949
Schweiziska cupen1931, 1968, 1993, 2022

## Placering senaste säsonger
| Säsong  | Nivå | Liga                   | Placering | Referens | Notering                      |
| ------- | ---- | ---------------------- | --------- | -------- | ----------------------------- |
| 2021/22 | 1    | Schweiziska superligan | 4         | [ 1 ]    | 🏆 Schweiziska cupen: vinnare |
| 2022/23 | 1    | Schweiziska superligan | 5         | [ 2 ]    |                               |
| 2023/24 | 1    | Schweiziska superligan | 2         | [ 3 ]    |                               |